# Rue du Léman
La rue du Léman est une voie du 19e arrondissement de Paris, en France.

## Situation et accès
La rue du Léman est une voie publique située dans le 19e arrondissement de Paris. Elle débute au 349, rue de Belleville et se termine au 9, boulevard Sérurier.
Le quartier est desservi par la ligne 11 à la station Porte des Lilas.

## Origine du nom

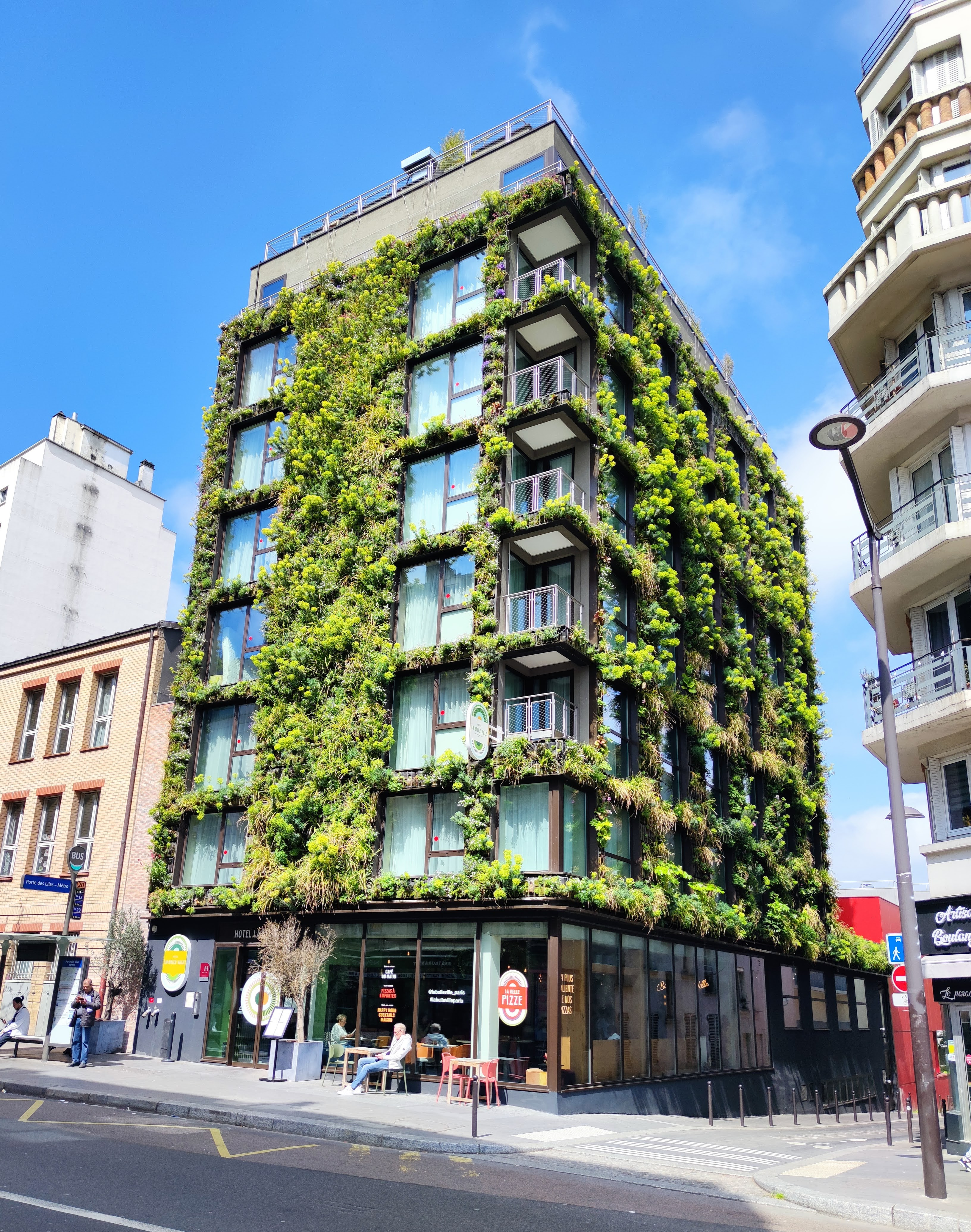
Hôtel à l'angle des rues du Léman et de Belleville.

Elle porte le nom du lac limitrophe de la France et de la Suisse qui avait donné son nom à un département français de 1801 à 1814.

## Historique
Cette voie, située dans l'ancienne commune de Belleville, portait le nom de « chemin de Bagnolet » ou « rue de Bagnolet » jusqu'à son rattachement à Paris par la loi d'extension du 16 juin 1859. Elle a pris sa dénomination actuelle par un arrêté du 1er février 1877.
Elle est classée à la voirie parisienne par un arrêté préfectoral du 23 mars 1984.